# 攀蜥屬
攀蜥属旧称龍蜥屬，為蜥蜴亞目飛蜥科下的一屬，體型中等，體側扁，適應性強，適宜養於家中。以小型蛙類與小型無脊椎動物為食，偶爾會攝食植物。忌悶熱與陽光暴曬。

## 辨識特徵
長有鬣鱗，背鱗大小不一。肩前方常有斜行、深色的褶，披細鱗。頭長約為頭寬的1.5倍，吻棱與上睫嵴明顯、顳部微隆起，鼓膜裸露。舌較其他同類短，前端微略分叉。頭部長不到10公分，尾長20公分左右。

## 分佈地區
本屬物種主要分布於喜馬拉雅南麓，包含巴基斯坦東北側（喜山攀蜥、大攀蜥）、印度北部和東北部（長肢攀蜥、喜山攀蜥、大攀蜥、箭稜攀蜥、三稜攀蜥、變色攀蜥）、尼泊爾（达氏攀蜥、三稜攀蜥、變色攀蜥）、藏南地區、不丹，以及緬甸北部。

## 歷史
本屬於1853年由約翰·愛德華·格雷發表。1999年，趙爾宓等《中國動物誌: 爬行綱(第二卷)有鱗目. 蜥蜴亞目》將Japalura 的中文屬名定為「龍蜥屬」，並廣泛使用。2018年，奧克拉荷馬大學的王剀博士等人於《林奈學會動物學雜誌》（Zoological Journal of the Linnean Society）提出過去的龍蜥屬（Japalura）並非單系群，其地理分布和親緣關係上都跟其他的樹棲鬣蜥混雜。為了解決物種混亂的問題，王剀等人將广义的龙蜥属（Japalura sensu lato）拆分為四個屬－ Japalura 、 Diploderma、 Cristidorsa 和 Pseudocalotes，并将 Japalura 的中文属名改为“攀蜥属”，而将“龙蜥属”指代 Diploderma。
2020年后，部分中国学者建议将 Japalura 的中文名恢復為《中國動物誌》中的名稱，為“龍蜥屬”，而将 Diploderma 的中文属名改名为“攀蜥屬”。然而王剀等反对这种不必要的中文名变更问题，建议维持物种中文名的稳定性。在王剀等主编的《中国两栖、爬行动物分类变动汇总》中也未接收该建议，仍将 Japalura 称为“攀蜥属”。

## 辭源
本屬的學名「Japalura」為拉丁文，可能源於印度對於此類蜥蜴的稱呼。

## 成員物種
根据爬行动物数据库（The Reptile Database）中的记录，截止2023年4月，本属包含以下8种：
- 长肢攀蜥 Japalura andersoniana Annandale, 1905
- 奥氏攀蜥 Japalura austeniana (Annandale, 1908)
- 达氏攀蜥 Japalura dasi (Shah & Kästle, 2002)
- 翡翠攀蜥 Japalura iadina Wang, Jiang, Siler & Che, 2016[8]
- 喜山攀蜥 Japalura kumaonensis (Annandale, 1907)
- 滑腹攀蜥 Japalura laeviventris Wang, Jiang, Siler & Che, 2016[8]
- 大攀蜥 Japalura major (Jerdon, 1870)
- Japalura mictophola Mirza, Gowande, Thackeray, Bhosale, Sawant, Phansalkar & Patel, 2024[9]
- 箭鳞攀蜥 Japalura sagittifera Smith, 1940[10]
- 怒江攀蜥 Japalura slowinskii Rao, Vindum, Ma, Fu & Wilkinson, 2017[11]
- 三棱攀蜥 Japalura tricarinata (Blyth, 1853)
- 变色攀蜥 Japalura variegata Gray, 1853
- 帆背攀蜥 Japalura vela
- 玉龙攀蜥 Japalura yulongensis Manthey, Denzer, Hou & Wang, 2012 [12]